# Hydrodendron violaceum
Hydrodendron violaceum is een hydroïdpoliep uit de familie Haleciidae. De poliep komt uit het geslacht Hydrodendron. Hydrodendron violaceum werd in 1995 voor het eerst wetenschappelijk beschreven door Hirohito. 